# 瘤拟黑螺
瘤拟黑螺又名网蜷为跑螺科（即锥蜷科）拟黑螺属的动物，俗名馬來螺、甜筒螺。分布于亞洲及非洲的熱帶及亞熱帶區包含台湾在內，近代擴展至美洲及其它地區。常栖息于淡水河溪、池塘、湖泊及稻田等地方。

## 亞種
- 網蜷（Melanoides tuberculata tuberculata）
- 臺灣網蜷（Melanoides tuberculata formosensis）